# Institut de journalisme Bordeaux Aquitaine
 (février 2013).
Si vous disposez d'ouvrages ou d'articles de référence ou si vous connaissez des sites web de qualité traitant du thème abordé ici, merci de compléter l'article en donnant les références utiles à sa vérifiabilité et en les liant à la section « Notes et références ».
L'Institut de journalisme Bordeaux Aquitaine (IJBA) est une école de journalisme reconnue en 1975 par la convention collective des journalistes. L'institut fait partie de l'université Bordeaux-Montaigne. L'école de journaliste succède en 2006 à la filière journalisme fondée en 1967 par Robert Escarpit au sein de l'IUT Bordeaux Montaigne. L'IJBA délivre une formation de niveau master. 
C'est l'une des 14 écoles reconnues par la profession, via le dispositif prévu par la Convention collective nationale de travail des journalistes.
L'IJBA a été classé 4e meilleure école de journalisme française en 2018 dans le classement des écoles de journalisme réalisé par Le Figaro Étudiant . Basé essentiellement sur l'avis des recruteurs, ce classement est cependant effectué à titre privé, le Figaro Étudiant n'étant pas rattaché à un organisme national.  

## Histoire
Cette section ne s'appuie pas, ou pas assez, sur des sources secondaires ou tertiaires indépendantes du sujet. Le texte peut contenir des analyses inexactes ou inédites de sources primaires.
Pour l'améliorer, ajoutez-en, ou placez des modèles {{Source secondaire souhaitée}} ou {{Source secondaire nécessaire}} sur les passages mal sourcés. (novembre 2022)
L'IUT a été fondé par Robert Escarpit, journaliste émérite, en 1967, et installé à Gradignan, sur le campus. Après 32 ans, il fut déménagé dans le quartier de l'église Sainte-Croix, dans le vieux centre de Bordeaux, près de la gare Saint-Jean.
Un bâtiment moderne, parallélépipède de verre, orienté de façon à bénéficier de la fraîcheur septentrionale, abrite l'IUT depuis 2001. C'est l'une des écoles citées dans la Convention collective nationale de travail des journalistes.

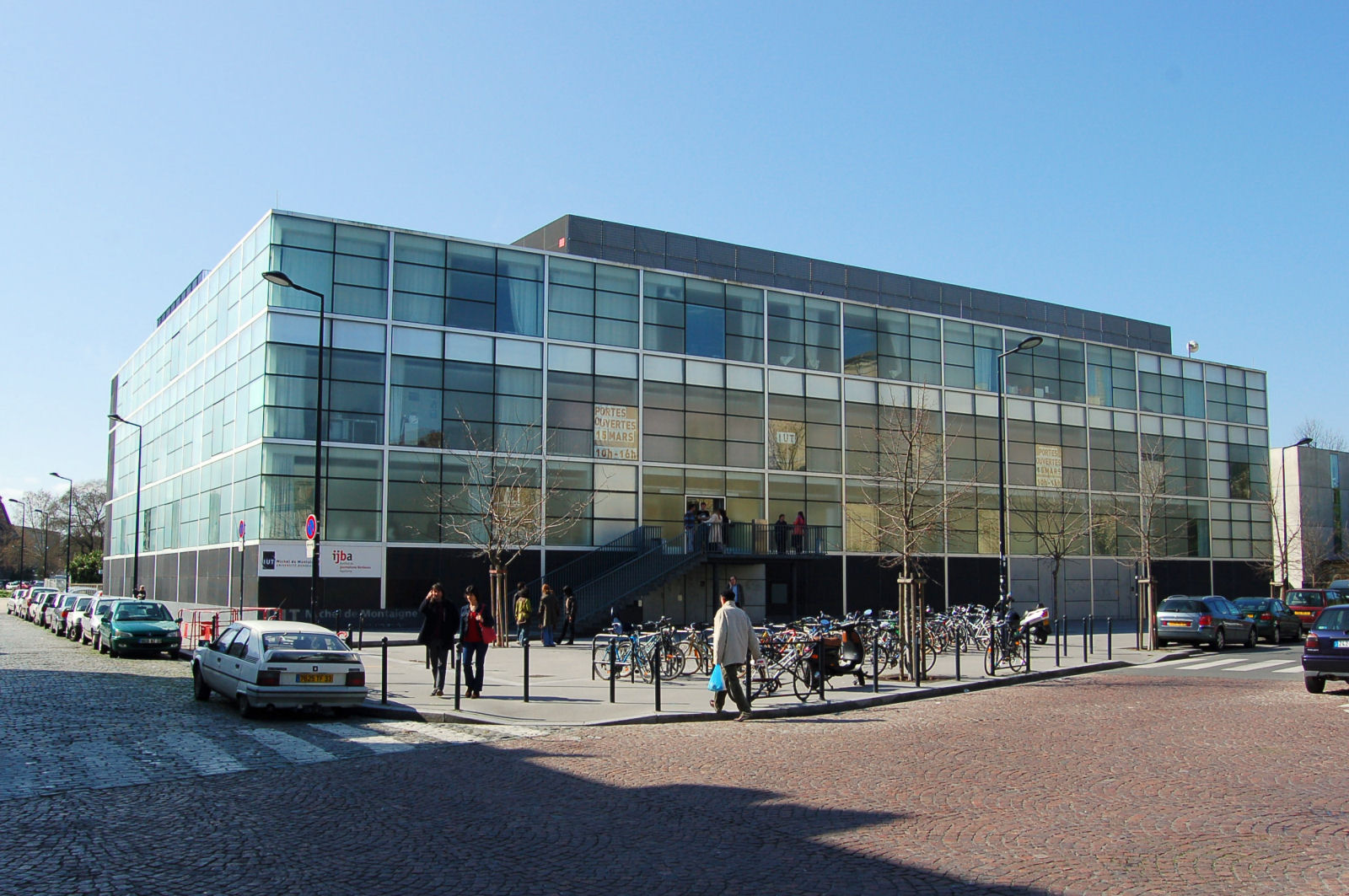
Le bâtiment abritant l'IJBA et l'IUT

La filière journalisme existe à l'IUT jusqu'en 2007 (date de sortie de la dernière promotion du DUT de journalisme, étudiants rentrés en première année en 2005). A la rentrée 2006, elle se sépare administrativement de l'IUT Michel de Montaigne et devient une structure autonome, l'Institut de Journalisme de Bordeaux-Aquitaine (IJBA). L'IJBA prépare à un master professionnel qui remplace le DUT. Il propose également une formation Journaliste reporter d'images (JRI), sur huit mois. Le décret de création de l'IJBA est paru au Journal Officiel du 13 septembre 2006. L'IJBA partage toujours les locaux avec l'IUT.

## Productions
- Visó : en 2012, un nouveau magazine est lancé par l'école. Rédigé par les étudiants en M2 de presse écrite, Visó propose en une centaine de pages de faire le point, d'abord sur une région (Aquitaine), puis sur un pays qui a connu la crise (Islande en 2013, Portugal en 2014, Italie en 2015, Grèce en 2016, Espagne en 2017). Le numéro de 2018 marque une inflexion en s'intéressant à l'Irlande du Nord et à la problématique des frontières géographiques et culturelles[4]. Le magazine a remporté en 2017[5] et 2018[6] le Prix Varenne du meilleur magazine d'écoles de journalisme.

## Admission

### Master professionnel
L’inscription est conditionnée par la réussite au concours d’entrée. Il faut être titulaire d’une licence ou d’un titre équivalent pour postuler. 
Le concours se divise en deux épreuves : une écrite et une orale. Environ 170 candidats sont retenus pour l’épreuve orale, et le jury désigne 36 admis à son issue. 
787 dossiers de candidature ont été reçus pour le concours 2012.
Le coût de l’inscription correspond aux frais de scolarité de l’université Bordeaux-Montaigne. En 2012, ils s'élevaient à 462 € (droits et sécurité sociale étudiante), 5 € pour les étudiants boursiers.

### Diplôme universitaire de Journaliste reporter d’images
L’inscription est également conditionnée par la réussite à un concours. Ce diplôme s’adresse aux journalistes professionnels, aux diplômés d'une des écoles de journalisme reconnues par la convention collective, ou aux candidats justifiant d'une expérience dans le secteur d'activité (3 ans minimum). Chaque année, sur une vingtaine de candidats, moins de dix sont retenus.
Les frais varient de 6050 € à 7235,80 € selon le mode de financement.

## Personnalités liées à  l'IJBA
La filière journalisme existe à l'Institut universitaire de technologie de Bordeaux-Montaigne jusqu'en 2006, elle est remplacée par l'Institut de journalisme Bordeaux-Aquitaine (IJBA) qui partage toujours les locaux avec l'IUT.

### Élèves
- Noël Mamère (1948-), journaliste, homme politique.
- Jean-Michel Aphatie (1958-), journaliste.
- Sophie Davant (1958-), journaliste.
- Catherine Matausch (1960-), journaliste.
- Philippe Corcuff (1960-), sociologue.
- Eric Besnard (1961-), journaliste.
- Pierre Carles (1962-), documentariste.
- Vincent Josse (1966-), journaliste.
- Carole Gaessler (1968-), journaliste.
- Sophie Le Saint (1968-), journaliste.
- Stéphane Bijoux (1970-), journaliste, homme politique.
- Raphaël Ebenstein (1973-), journaliste.
- Denis Michelis (1980-), écrivain, journaliste.
- Estelle Denis (1976-), journaliste et présentatrice télé.
- Frédéric Leclerc-Imhoff (1989-2022), journaliste reporter d'images français.

### Enseignants
- Robert Escarpit (1918-2000), directeur de 1970 à 1975.
- Pierre Christin (1938-2024), écrivain et scénariste de bande dessinée.